# مشین هد
مشین هد (به انگلیسی: Machine Head) یک گروه هوی متال آمریکایی از اوکلند کالیفرنیا می‌باشد که در سال ۱۹۹۱ توسط راب فلین تشکیل شد. موسیقی تهاجمی مشین هد آن را به یکی از گروه های پیشگام در موج جدید هوی متال آمریکایی تبدیل کرد، ترکیب کنونی مشین هد شامل گیتاریست و خواننده راب فلین، بیسیست جرد مک‌ایچرن و درامر مت آلستون است. همچنین لوگان میدر و کریس کانتوس اعضای سابق گروه در سال های ۲۰۱۹ و ۲۰۲۰ در تور بیست و پنجمین سالگرد اولین آلبوم گروه «Burn My Eyes» با گروه به روی صحنه رفتند.

## اعضای گروه

### اعضای کنونی
- راب فلین – خواننده اصلی، گیتار (۱۹۹۱-تاکنون)
- جرد مک‌ایچرن – بیس گیتار، هم‌خوان (۲۰۱۳-تاکنون)
- مت آلستون – درام (۲۰۱۹-تاکنون)

### اعضای پیشین
- آدام دیوس (دوس) – بیس گیتار، هم‌خوان (۱۹۹۱-۲۰۱۳)
- تونی کوستانزا – درام (۱۹۹۱-۱۹۹۲)
- لوگان میدر – گیتار (۱۹۹۱-۱۹۹۸)
- کریس کانتوس – درام (۱۹۹۲-۱۹۹۵)
- دیو مک‌کلین – درام (۱۹۹۵-۲۰۱۸)
- آرو لاستر – گیتار (۱۹۹۸-۲۰۰۲)
- فیل دمل – گیتار (۲۰۰۳-۲۰۱۸)
- واگ کیلتیکا – گیتار (۲۰۱۹-۲۰۲۴)